# Henri Mouton (chimico)
Henri Mouton (Cambrai, 5 settembre 1869 – Bezons, 13 giugno 1935) è stato un chimico e biologo francese, candidato al premio Nobel per la fisica nel 1916.

## Biografia
Nel 1889 entrò all'École normale supérieure di Parigi, dove ottenne l'agrégation in scienze naturali nel 1895. Biologo all'Istituto Pasteur, divenne professore associato alla Facoltà di Scienze di Parigi nel 1917, e dal 1927 ricoprì la posizione di professore senza cattedra in fisica e chimica. Collaborò con Aimé Cotton, con il quale scoprì l'effetto Cotton-Mouton (o effetto Voigt), un fenomeno di birifrangenza indotto da un campo magnetico.

## Opere e pubblicazioni
- (FR) Henri Mouton, Sur le Galvanotropisme des infusoires ciliés, in Comptes rendus hebdomadaires des séances de l’Académie des sciences, vol. 128, 1899,  p. 1248.
- (FR) Henri Mouton, Recherches sur la digestion chez les amibes et sur leur diastase intracellulaire, in Ann. l’Inst. Past., vol. 16, 1902,  pp. 457-509.
- (FR) Aimé Cotton e Henri Mouton, Nouveau procédé pour mettre en évidence les objets ultra-microscopiques, in Comptes rendus de l’Académie des sciences, vol. 136, 1903,  pp. 1657-1659.
- (FR) Aimé Cotton e Henri Mouton, Les ultramicroscopes et les objets ultramicroscopiques, Parigi, Masson, 1906.
- (FR) Aimé Cotton e Henri Mouton, Sur la biréfringence magnétique des liquides purs, comparaison avec le phénomène électro-optique de Kerr, in Journal de physique, vol. 1, n. 1, 1911,  pp. 5-52, DOI:10.1051/jphystap:01911001010500.

### Traduzioni
Traduzioni in francese di opere di Jacques Loeb:
- (FR) Jacques Loeb, La Conception mécanique de la vie, traduzione di Henri Mouton, Parigi, Felix Alcan, 1914.
- (FR) Jacques Loeb, Les protéines, traduzione di Henri Mouton, Parigi, Felix Alcan, 1924.
- (FR) Jacques Loeb, Les bases physico-chimiques de la régénération, traduzione di Henri Mouton, Parigi, Gauthier-Villars, 1926.